# Жанаконыс (Актюбинская область)
Жанаконыс (каз. Жаңақоныс, до 2009 года — Новое) — бывшее село в Актюбинской области Казахстана. Находилось в подчинении городской администрации Актобе. В 2018 году стало жилым массивом города Актобе в составе Алматинского административного района. Бывший административный центр Нового сельского округа. Код КАТО — 151039100.

## Население
В 1999 году население села составляло 1027 человек (501 мужчина и 526 женщин). По данным переписи 2009 года в селе проживало 6486 человек (3240 мужчин и 3246 женщин).